# Propiedad agraria en Nueva España

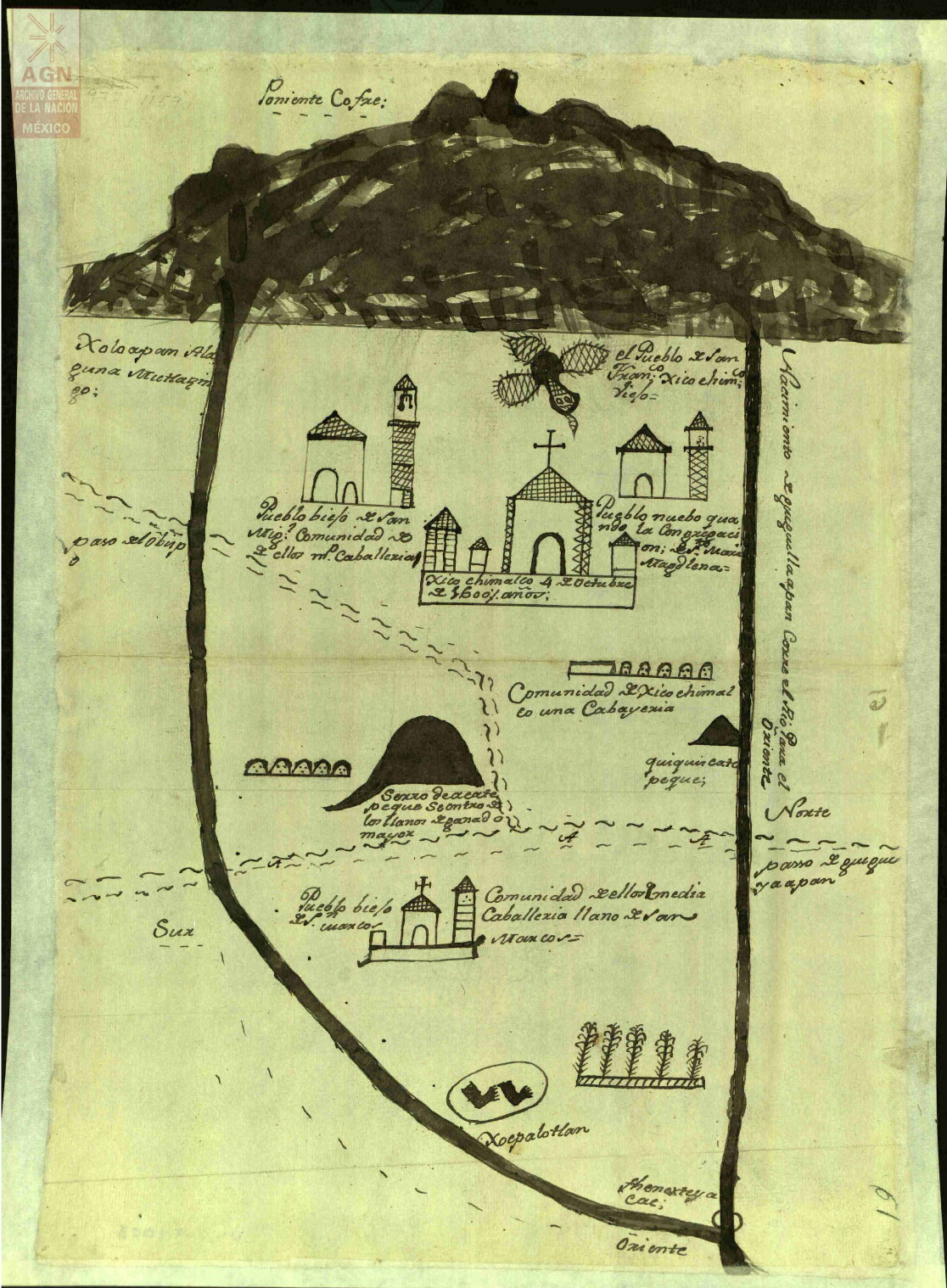
Lienzo de las tierras de Xicochimalco (hoy Xico) en 1600. Se aprecia parte de su proceso de congregación y de los linderos de las tierras correspondientes a ese pueblo. Fuente: AGN

La propiedad agraria en Nueva España fue el sistema precapitalista de tenencia de la tierra que existió en dicho virreinato y se mantuvo vigente hasta mediados del siglo XIX, al ser abolida por la Ley Lerdo en 1856. Tras la conquista española, se introdujo institucionalmente el concepto de propiedad privada preindustrial y la tenencia de la tierra dependió del derecho castellano, por medio de distintos tipos de propiedad civiles y eclesiásticas, sin desconocer la propiedad comunal de los indígenas. La tenencia de la tierra dependía y variaba según las corporaciones o repúblicas (de indios o de españoles) que las detentaran, e inclusive del uso del suelo o forma de explotación (ganadera, agrícola o forestal).
En el siglo XVIII, sufrió cambios sobresalientes como la introducción censos enfiteúticos, como parte de las reformas borbónicas, a fin de dar lugar a una economía capitalista y modernizar la tenencia de la tierra, siendo fiscalmente efectiva, dado que algunas tierras no pagaban impuestos. El progreso de estos cambios, sin embargo, quedaría interrumpido por la Guerra de independencia, de tal suerte que, la estructura de la propiedad agraria durante las primeras décadas del México independiente fue prácticamente la misma que durante el Virreinato novohispano.

## Contexto
En el siglo XVI, los españoles introdujeron la idea de propiedad individual en los territorios americanos conquistados por ellos. Los reyes de Castilla, por virtud de la conquista y del reconocimiento de sus derechos sobre el nuevo continente que hiciera el papa Alejandro VI se convirtieron en los propietarios de todo el territorio conquistado. Al ser la Corona española la propietaria de la tierra, era el rey o un representante suyo (virrey) quien podía repartirla por medio de las mercedes reales. A lo largo del siglo XVI, los conquistadores recibieron extensiones de tierras en retribución de sus servicios, viéndose ellos mismos como señores feudales en el Nuevo Mundo.  No obstante, la Corona hispánica no permitió el establecimiento de una nobleza española en América, por lo que las encomiendas y otras asignaciones con títulos nobiliarios fueron finalmente eliminadas entre el último tercio del siglo XVI y principios del XVII, en favor de la autoridad virreinal. De esta manera, el Derecho castellano reguló y dio forma a la legislación de la propiedad en Nueva España, hasta su abolición con las reformas liberales en el México independiente, a mediados del siglo XIX.

## Propiedades de los conquistadores
Tras la conquista española, los actos iniciales de apropiación privada de tierra potaxciana derivaron de los repartos que se auto asignaron los mismos soldados españoles como premio y botín de guerra, después la corona española les confirmó la posesión de dichas tierras mediante una disposición real que se denominaba merced. Los que obtenían estas mercedes se obligaban a edificar casas, a cultivar tierras, a introducir ganado y además a no vender la propiedad en un periodo de tiempo de 4 años, pues la corona no les daba título sino hasta que pasaban estos 4 años. A los soldados de infantería se les daba una peonía, la caballería era una mejor merced en lo que respecta a la calidad y extensión de los terrenos que se les otorgaban, mismos que se entregaban como premio a los soldados de a caballo por considerar que éstos tenían una mayor responsabilidad y mejores resultados en las batallas en donde habían intervenido.

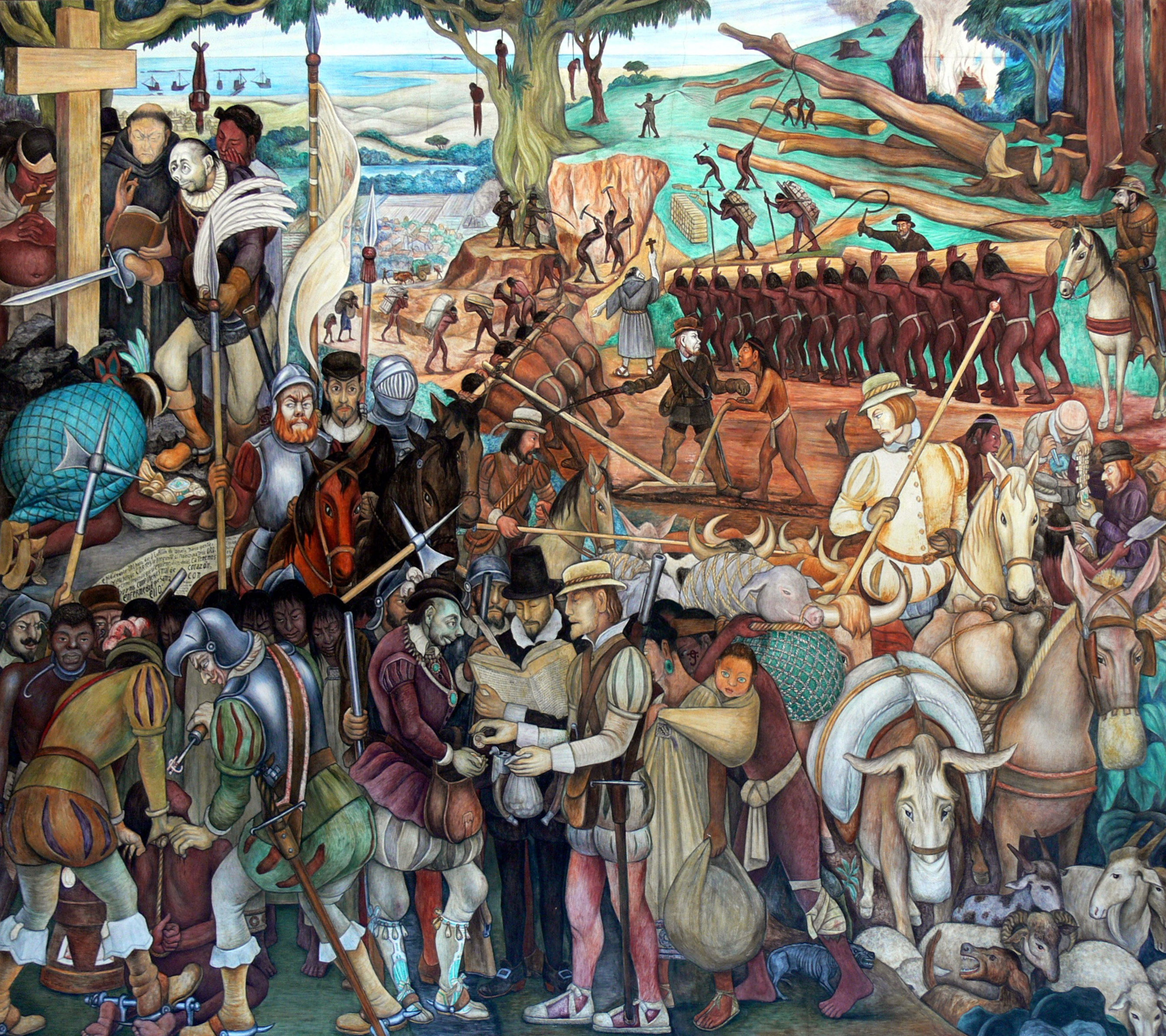
Introducción de la ganadería durante la conquista, según un mural de Diego Rivera en Palacio Nacional.

### Encomienda
Para que los conquistadores y colonizadores tuvieran gente para explotar sus propiedades se instituyeron las llamadas encomiendas que se referían a los repartimientos de indios que consistían en la asignación de indígenas bajo la autoridad de un español que tendría la obligación de convertirlos a la religión católica, lo cual solo cumplieron algunos españoles. La encomienda se ideó principalmente como un medio para que los españoles pudieran vivir en las tierras conquistadas y utilizar los servicios de los indios en la explotación de sus recursos. El problema fue que mediante este sistema de repartición de tierras se abusó mucho de la población indígena.

### Mayorazgo
Eran asignaciones de títulos de nobleza acompañados de donaciones de grandes extensiones de tierra o de pueblos tributarios, ello en recompensa por los servicios prestados a la Corona española, con esta institución. Quizá el primer mayorazgo de los muchos que se concedieron fue el fechado en Barcelona el 27 de julio de 1529 por medio de la Real Cédula dirigida a los marqueses del Valle de Oaxaca, Hernán Cortés y doña Juana de Zúñiga, concediéndoles la licencia y la facultad para formar un mayorazgo.

## Haciendas
En la segunda mitad del siglo XVI el interés de los españoles por la tierra y las actividades agrícolas aumentó radicalmente. El período estuvo marcado por el auge del sistema de concesión de mercedes y la fundación de pueblos de indios. El cambio radical del uso de la tierra por efecto de la extensión de la ganadería llevó a la formación de gran número de estancias ganaderas, explotaciones agrícolas que aún no tenían las características del latifundio y la hacienda posteriores. La concesión de tierras a gran número de nuevos colonos dio origen a un nuevo grupo de propietarios agrícolas que entró en conflicto con los grandes encomenderos originales, disputándose la tierra, los mercados y la mano de obra.
En 1632, la Corona suprimió el repartimiento forzoso de trabajadores agrícolas y aprobó su contratación voluntaria como asalariados, decisión que favoreció a los grandes propietarios que tenían los recursos financieros como para atraer a los trabajadores, el recurso más escaso, por medio del adelanto de ropa y dinero. A partir de 1630, estos nuevos asalariados comenzaron a residir y reproducirse en el territorio mismo de la propiedad (lo que no había ocurrido antes), y se constituyó lo que en Nueva España se denominó «peonaje encasillado».
Las haciendas mixtas, agrícolas y ganaderas, surgieron con el objetivo de abastecer a los mercados mineros y urbanos. En cada región, la producción agrícola estaba condicionada no solo por el área cultivada, sino también por las frecuentes y fuertes oscilaciones climáticas. «Teniendo en cuenta que Nueva España dependía exclusivamente de la producción agrícola interna para satisfacer sus necesidades, las abismales fluctuaciones cíclicas determinaron el volumen de la oferta, las características de la demanda, el nivel y fluctuación de los precios y la estructura del mercado de los productos de primera necesidad: maíz, trigo y carne».
Aunque se pretendió que la institución de las haciendas como parte de un sistema de producción agropecuaria y manufacturera temporal, la misma se mantuvo hasta principios del siglo XX. Con la Ley Lerdo en 1856, los nuevos dueños de las tierras desamortizadas se convirtieron en terratenientes y la hacienda fue sustancial para los latifundios porfirianos, hasta que la Reforma agraria mexicana abolió la hacienda y dio lugar a los ejidos.

Al ser también un asentamiento humano, las haciendas contenían a las rancherías (el lugar donde habitaban los rancheros, trabajadores de las haciendas) y el casco de la hacienda, donde vivía el dueño de la misma o su administrador. En esta última era común que hubiera alguna capilla familiar, fuentes y edificios anexos a la casa del dueño, por lo que muchos cascos de haciendas llegaban a ser lujosas. Cabe mencionar que, en el siglo XIX, a veces, el término hacienda no se usaba precisamente para nombrar a la unidad productiva, sino como un referente geográfico.

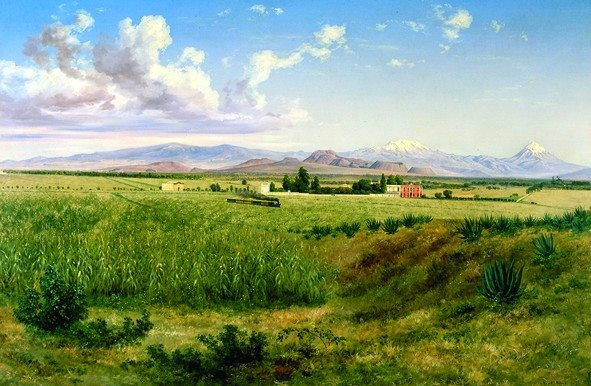
Hacienda de San Antonio Coapa, José María Velasco, 1863

## Propiedades indígenas
Ante los abusos de los conquistadores y por el empeño en evitar la aparición de una nobleza en América, en el marco de las Leyes de Indias, los reyes españoles expidieron diversas legislaciones que regulaban y reconocían las propiedades de los indios.
- Real Cédula fechada en Valladolid el 7 de julio de 1536 “ordenando se devolviese diversas tierras a ciertos indios nobles”
- Real Cédula fechada en Valladolid el 29 de abril de 1549 “a la audiencia de los confines para que impida que los encomenderos tomen a los indios sus tierras y prados.”
- Real Cédula fechada en Valladolid el 9 de octubre de 1549 “para que se haga justicia sobre los agravios que los encomenderos hacen a los indios tomándoles sus tierras.”
- Real Cédula fechada en Valladolid el 24 de marzo de 1550 “para que las estancias de ganados se sitúen lejos de los pueblos y sementeras de los indios”
- Real Cédula fechada en Valladolid el 4 de agosto de 1550 “para que promocione el trabajo agrícola y ganadero entre los indígenas.”

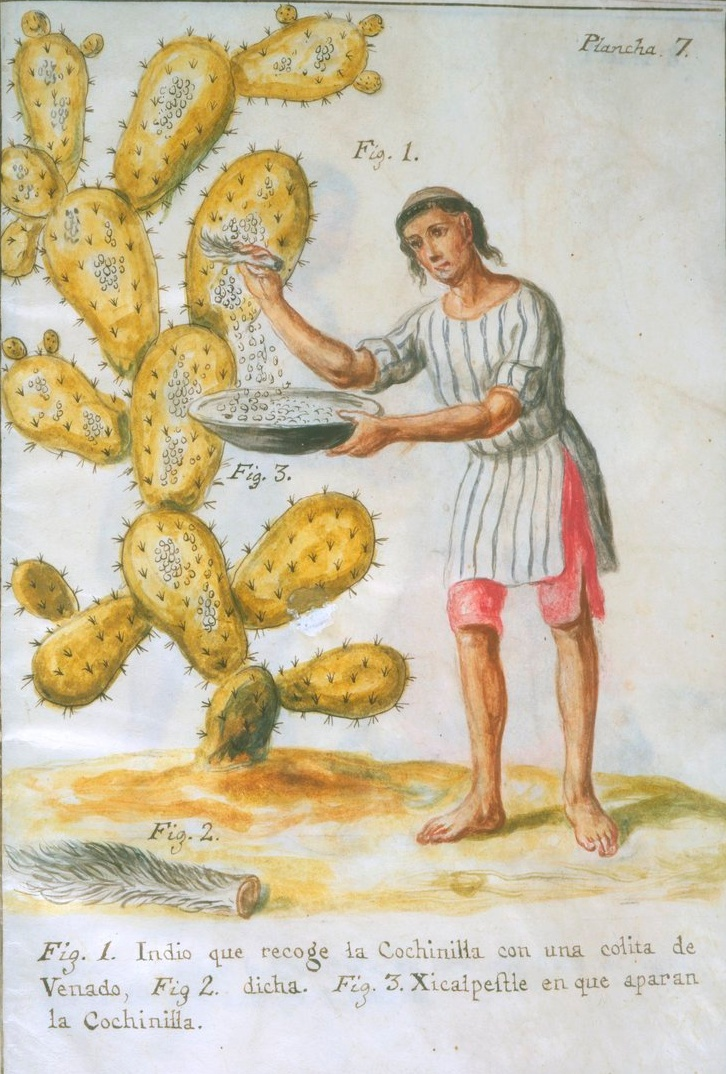
Recolección de cochinilla en Memoria sobre la naturaleza, cultivo, y beneficio de la grana, de José Antonio de Alzate (1777).

- Real Provisión fechada en Cigales el 21 de marzo de 1551 “por la que se ordena la creación de pueblos con la población indígena dispersa y con la que se encuentra encomendada dotándoles de tierras y bienes”.Recolección de cochinilla en  Memoria sobre la naturaleza, cultivo, y beneficio de la grana, de José Antonio de Alzate (1777).Real Cédula fechada en Madrid el 17 de diciembre de 1551 “para que los indios pueda criar todo género de ganados”.

En el siglo XVI, la Corona hispánica reconoció y concedió extensiones de tierra a los pueblos de indios novohispanos, en función de los derechos históricos que poseía cada comunidad sobre determinado territorio. La tenencia de esos terrenos seguía siendo comunal, por lo que mantenía muchas ideas prehispánicas de entender la propiedad de la tierra y su propio espacio, según su cultura, y no sin modificaciones eventuales. Como parte de los derechos y privilegios que tenían las Repúblicas de indios, a lo largo del periodo virreinal, eran frecuentes los conflictos de tierras entre los mismos pueblos de indios como con españoles. Para ello, los indios también adoptaron el sistema legal castellano para mantener sus propiedades, por medio de la creación de códices que, hasta principios del siglo XVII, se pintaron para estipular la extensión e historia de las tierras de los indígenas; aunque en lo posterior se recurrió a documentos escritos ante notarios. Actualmente, varios de esos documentos se encuentran bajo resguardo del Archivo General de la Nación y archivos locales, aunque algunos otros fueron destruidos en conflictos agrarios de los siglos XIX y XX.
Además, los indígenas se integraron a las dinámicas económicas novohispanas, según la región y los productos a los que cada pueblo se especializaba. De esta manera, la región mixteca se destacó por la producción de cochinilla y la totonaca por la de vainilla, productos de demanda internacional que se volvieron casi un monopolio para las respectivas comunidades productoras, hasta mediados del siglo XIX. 
Dado que en el norte novohispano, el Septentrión, los pueblos originarios habían sido principalmente cazadores y recolectores, la agricultura fue escasa. Por ello, los españoles introdujeron en esas regiones la agricultura, la ganadería y la minería, junto a la fundación de asentamientos humanos (villas, reales de minas, misiones), en algunas ocasiones con ayuda de inmigración indígena mesoamericana, usualmente tlaxcaltecos. 
Durante el siglo XVIII, ministros como José del Campillo proponían transformar a los indios en «vasallos útiles». Es decir, que se debía transformar sus costumbres para que se «equipararan» culturalmente con los españoles, que vistieran como ellos, que hablaran castellano y que pensaran individual y no comunitariamente; pero también para modernizar las actividades económicas en Nueva España. Para ello, se impulsó la enfiteusis como parte de un proyecto que llevara al individualismo agrario y la generación de ganancias a través de la agricultura, la industria y el comercio. Por esta razón, los actores políticos locales buscaron la creación de un marco institucional encaminado a fomentar la cesión de tierra a través de censos enfitéuticos.

## Propiedades eclesiásticas
Por medio del Patronato regio, en favor de la evangelización y el establecimiento del catolicismo en América, la Corona española también concedió bienes a la Iglesia católica. Ante la inexistencia de bancos, la Iglesia realizaba transacciones hipotecarias, a través de diversas corporaciones religiosas seculares y regulares, como cofradías, conventos, monasterios, parroquias o diócesis. En algunos casos, la piedad popular de los más adinerados llevaba a donar, a la Iglesia, ciertos bienes inmuebles o dinero, a cambio del rezo de misas por el alma de los difuntos, durante cierto tiempo y con frecuencia determinada por el testamentario.
El usufructo de las transacciones y propiedades de las cofradías, e incluso de las corporaciones indígenas, se utilizaban para las necesidades de sus miembros —en cierto modo, similar a la seguridad social contemporánea—, a la inversión en hospitales, escuelas y centros de asistencia; o bien, para la financiación de las celebraciones religiosas locales y mantenimiento de los edificios religiosos. No obstante, según el carácter de las propiedades, estas podían circular o quedar en "manos muertas", lo que para el reformismo borbónico del siglo XVIII, comenzaba a ser visto con preocupación, porque eran propiedades que no generaban riqueza. De ahí que promovieran reformas a la administración económica de las corporaciones religiosas, restándole poder económico a la Iglesia; lo que llegaría a ser el antecedente de la desamortización eclesiástica del siglo XIX.

## Tipos de propiedades
Los españoles introdujeron la ganadería y la minería, a pesar de que los pueblos originarios ya practicaban estas actividades aunque en un nivel mucho menor que en el llamado Viejo Mundo, como en la cría de guajolotes o xoloizcuintles. Además de trastornar los paisajes, la ganadería y la minería, junto a la agricultura llevó a Nueva España la categorización de las propiedades, según la cultura legal castellana, misma que respondía al uso del suelo (agrícola, ganadero o forestal), antes que a su sola extensión. No obstante las medidas podían variar de una región a otra o cambiar en el tiempo. La duración de esta catalogación de las propiedades fue mayor que el periodo virreinal y se siguió utilizando hasta el siglo XIX, cuando la Ley Lerdo y la introducción del sistema métrico decimal en México abolieron finalmente el sistema novohispano de propiedad. 
| Nombre                | Extensión en varas cuadradas | Extensión en hectáreas | Uso |
| --------------------- | ---------------------------- | ---------------------- | --- |
| Sitio de ganado mayor | 25 000 000                   | 1 755.61               | Cría de ganado vacuno y de ganado caballar                                                                                                |
| Sitio de ganado menor | 7 500 000                    | 526.683                | Cría de ganado ovino, caprino o porcino                                                                                                   |
| Caballería            | 609 408                      | 43.89                  | Explotación agrícola |
| Peonía                | 121 800                      | 8.77                   | Agricultura, ganadería y asentamientos humanos                                                                                            |
| Ejido                 | No específica                | No específica          | Terrenos de pastizales y bosques sin cultivar y de uso común, libres para ser divididos o para la expansión de los asentamientos humanos. |
| Dehesa                | No específica                | No específica          | Terrenos de bosques destinados a la actividad forestal y ganadera.                                                                        |
| Propio                | No específica                | No específica          | Tierras de los ayuntamientos que se daban en arriendo.                                                                                    |